# 3 (chiffre)
Chiffre trois, 3
Ne doit pas être confondu avec le nombre trois
Pour les articles homonymes, voir Trois.
Pour l'année 3 du calendrier julien, voir 3.
Le trois (3) est un chiffre arabe, utilisé notamment pour signifier le nombre trois.
Le terme « chiffre » désigne ici le signe scriptural utilisé pour écrire des nombres ou des numéros. Le terme « nombre » se réfère, quant à lui, à l’objet mathématique en tant que quantité et aux concepts qui s’y rapportent.
Avec les autres chiffres arabes, il est utilisé par le monde occidental et le reste du monde pour l'écriture des nombres (notamment dans le cadre du système de numération indo-arabe), ainsi que pour la plupart des systèmes de numérotation.

## Évolution du glyphe
Dans un grand nombre de cultures, trois est le plus grand nombre écrit avec autant de lignes que le nombre représente. Même les Romains ont remplacé le nombre 4 écrit sous la forme IIII par la forme soustractive IV ; aujourd'hui en chinois, 3 est écrit avec trois lignes. C’est la manière dont les brahmanes hindous l'ont écrit, et les Gupta en ont fait trois lignes plus incurvées. Les Nagari ont commencé à effectuer une rotation des lignes dans le sens horaire et ont fini chaque ligne avec une légère boucle vers le bas sur la droite. Puis, ils connectèrent ces boucles avec les lignes du dessous, et le développèrent en un caractère qui ressemble beaucoup au 3 moderne avec une boucle supplémentaire à la base. Ce furent les Arabes occidentaux, qui, dans les chiffres dits ghûbar, éliminèrent finalement la boucle supplémentaire et créèrent notre 3 moderne. La boucle « supplémentaire », néanmoins, fut très importante pour les Arabes orientaux, ils l'ont faite plus longue, tout en faisant une rotation des boucles du dessous pour les lier le long de l'axe horizontal, et jusqu'à aujourd'hui, les Arabes orientaux écrivent un 3 qui ressemble à un 7 renversé avec des crêtes sur sa ligne de sommet (۳). Les lettres ej (Ezh ʒ) et zé (З) sont parfois utilisées pour écrire la forme numérique de 3.

## Affichage à sept segments
Voici le « 3 » dans un affichage à sept segments, utilisé notamment sur certains écrans de visualisation :

Affichage du « 3 ».